# برنامج كارما
برنامج كارما هوَ برنامجٌ يعتمدُ على ثغرة كارما والتي تُعرف في عالم أمن المعلومات بالثغرة التي تستغلّ بعض أجهزة الواي فاي من أجلِ اختراق الهواتف النقالة المتصلة بتلك الشبكة وتُعدّ هذه الثغرة أو بالأحرى الهجوم الناجم عنها بديلًا قويًا نوعًا ما لهجوم التوأم الشرير. نُشرت تفاصيل هذا الهجوم لأول مرة في عام 2004 من قِبل الخبيران الأمنيانِ دينو داي زوفي وشون ماكولاي.
تبث أجهزة العميل ما يُعرف بـ «قائمة الشبكة المفضلة» (تُعرف اختصارًا بـ PNL) والتي تحتوي على مُعرّفات الشبكات التي يتصلُ بها المستخدم أو التي اتصلَ بها مُسبقًا والنقطة الأهم هي أنّ أجهزة المستخدم تكون على استعداد لإعادة الاتصال تلقائيًا دون تدخل منَ المستخدم نفسه. إنّ عمليات البث هذه لا يتم تشفيرها في العادة وبالتالي فيُمكن للمهاجِم أو للمُخترِق الاعتماد على برنامج كارما من أجل إنشاء نقطة اتصال تستقبلُ تلك القائمة بالشبكات المفضّلة ما يعني تحكّمه الكلي بالشبكة في حالةِ ما اتصلَ بها المستخدم ظنًا منهُ أنها شبكتهُ الأصليّة.
قد تنجحُ هذه الثغرة وقد لا تفعل لأنّ الأمر يعتمدُ كليًا على قوّة الإشارة ففي حالةِ ما كانت إشارة نقطة الوصول الأصلية أقوى من تلكَ الوهميّة فقد لا تنجحُ عمليّة الاختراق لكنها تفعل بنسبة كبيرة حينما تكونُ إشارة النقطة الوهميّة أقوى وهذا شرطٌ صعبُ التحقق إلى حدٍ كبير. عندما ينجحُ الهجوم؛ تَتحوّل نقطة الوصول الوهميّة بشكلٍ تلقائي إلى تنفيذ ما يُعرف بهجوم الرجل في المنتصف. هذا الأمر يضعها في المكانِ الأنسب للقيامِ بهجمات أخرى ضد جهاز الضحية.
إن ما يميز كارما عن هجوم التوأم الشرير هو استخدامها لقائمة الشبكات المفضلة ما يُعطيها أفضليّة الهجوم دونَ حاجةٍ لتدخل المستخدم على عكسِ هجوم التوأم الذي يحتاجُ أولًا للتخمين – والذي قد يأخذ وقتًا طويلًا – من أجلِ معرفة معرّف الشبكة (في حالةِ ما لم تكن مخفيّة) ومن ثمّ يبدأُ الهجوم بعدما يتصل المستخدم بالشبكة الوهميّة بشكل يدوي.